# Liste der Einträge im National Register of Historic Places im Caldwell Parish

Lage des Caldwell Parish in Louisiana

Die Liste der Registered Historic Places im Caldwell Parish in Louisiana führt alle Bauwerke und historischen Stätten im Caldwell Parish auf, die in das National Register of Historic Places aufgenommen wurden.

## Legende
| NRHP | Historic Place    |
| HD   | Historic District |

## Aktuelle Einträge
| [ 2 ] | Name                                | Bild                                | Eintragsdatum        | Lage                                                     | Ort      | Beschreibung                                          |
| ----- | ----------------------------------- | ----------------------------------- | -------------------- | -------------------------------------------------------- | -------- | ----------------------------------------------------- |
| 1     | Blanks House                        |                                     | 1995 ID-Nr. 94001567 | 333 Wall Street 32° 6′ 13″ N, 92° 4′ 26″ W               | Columbia |                                                       |
| 2     | Breston Plantation House            |                                     | 1980 ID-Nr. 80001709 | North of Columbia 32° 11′ 41″ N, 92° 6′ 54″ W            | Columbia | 1835 im Stil des Greek Revival errichtetes Herrenhaus |
| 3     | Downtown Columbia Historic District | Downtown Columbia Historic District | 1996 ID-Nr. 96001164 | Main Street Ecke Pearl Street 32° 6′ 22″ N, 92° 4′ 29″ W | Columbia |                                                       |
| 4     | First United Methodist Church       | First United Methodist Church       | 1982 ID-Nr. 82002764 | LA 165 Ecke Church Street 32° 6′ 16″ N, 92° 4′ 38″ W     | Columbia | 1924 im Colonial Revival genannten Baustil errichtet  |
| 5     | Landerneau Mound                    |                                     | 1999 ID-Nr. 98001579 | Adresse nicht veröffentlicht                             | Hebert   |                                                       |
| 6     | Martin House                        |                                     | 1993 ID-Nr. 93000832 | Martin Lane Ecke US 165 32° 7′ 33″ N, 92° 4′ 1″ W        | Columbia |                                                       |
| 7     | The Oasis                           |                                     | 1989 ID-Nr. 89000976 | Main Street Ecke LA 845 32° 1′ 33″ N, 92° 8′ 23″ W       | Clarks   |                                                       |
| 8     | Shepis Building                     | Shepis Building                     | 1986 ID-Nr. 86000069 | Main Street 32° 6′ 22″ N, 92° 4′ 18″ W                   | Columbia |                                                       |
| 9     | Synope Plantation House             | Synope Plantation House             | 1982 ID-Nr. 82000432 | Abseits des US 165 32° 11′ 37″ N, 92° 6′ 46″ W           | Columbia |                                                       |